# Reign
Reign és una sèrie de televisió estatunidenca de 78 episodis de 42 minuts creada per Laurie McCarthy i Stephanie Sengupta, difosa entre el 17 d'octubre de 2013 i el 16 de juny de 2017 a The CW i al Canadà, 24 hores abans per M3 a continuació en simultani a CTV Two per als dues primeres temporades i 24 hores abans per E! Canadà des de la tercera temporada.

## Sinopsi
La sèrie s'inspira lliurement en la vida de Maria Stuart, que arriba amb 15 anys a la cort francesa del rei Enric II de França per prometre's amb el príncep Francesc. Però el seu futur no sembla tan brillant com s'esperava: el seu matrimoni és incert, l'aliança amb França és fràgil i molts perills l'amenacen: intriga, intent d'assassinat, corrupció i guerra amb Anglaterra ...
Afortunadament, és acompanyada del seu seguici i amigues Kenna, Greer, Aylee i Lola
La primera i la segona temporada estan centrades en la seva vida a la cort de França fins al començament de la temporada 3. En el transcurs de la segona temporada, es dona el punt de vista d'Anglaterra, després el d'Escòcia, fins al final de la tercera temporada.

## Repartiment

### Actors principals
- Les Reines :
  - Adelaide Kane: Maria I d'Escòcia I Maria I d'Escòcia
  - Megan Follows: Caterina de Mèdici
  - Rachel Skarsten: Elisabet I d'Anglaterra I (Convidada temporada 2, principal temporades 3-4)
- Els Valois :
  - Alan Van Sprang: Enric II de França (principal temporada 1, recurrent temporada 2)
  - Toby Regbo: Francesc II de França (temporades 1-3)
  - Torrance Coombs: Sébastien « Bash » de Poitiers, fils il·legítim (fictici) d'Enric II i Diana de Poitiers (temporades 1-3)
  - Rose Williams: la princesa Clàudia de França (temporades 2-4)
  - Spencer MacPherson : Carles IX de França (recurrent temporada 3, principal temporada 4)
  - Anastasia Phillips: La Reina Isabel de Valois (recurrent temporarda 4)
- El seguici de Maria:
  - Jenessa Grant: Aylee (temporada 1)
  - Caitlin Stasey: Kenna (temporades 1-2)
  - Anna Popplewell: Lola Flemming (temporades 1-3)
  - Celina Sinden: Greer de Kinross
- Altres:
  - Jonathan Keltz: Leith (recurrent temporada 1, a continuació principal)
  - Craig Parker: Stéphane Narcisse (temporades 2-4)
  - Sean Teale: Louis Condé, príncep de la sang (temporada 2)
  - Charlie Carrick: Robert Dudley (temporada 3)
  - Ben Geurens: Gideon Blackburn (temporades 3-4)
  - Jonathan Goad: John Knox (recurrent temporada 3, principal temporada 4)
  - Dan Jeannotte: James Stuart (recurrent temporada 3, principal temporada 4)
  - Will Kemp: Henry Stuart, Lord Darnley (temporada 4)[5]

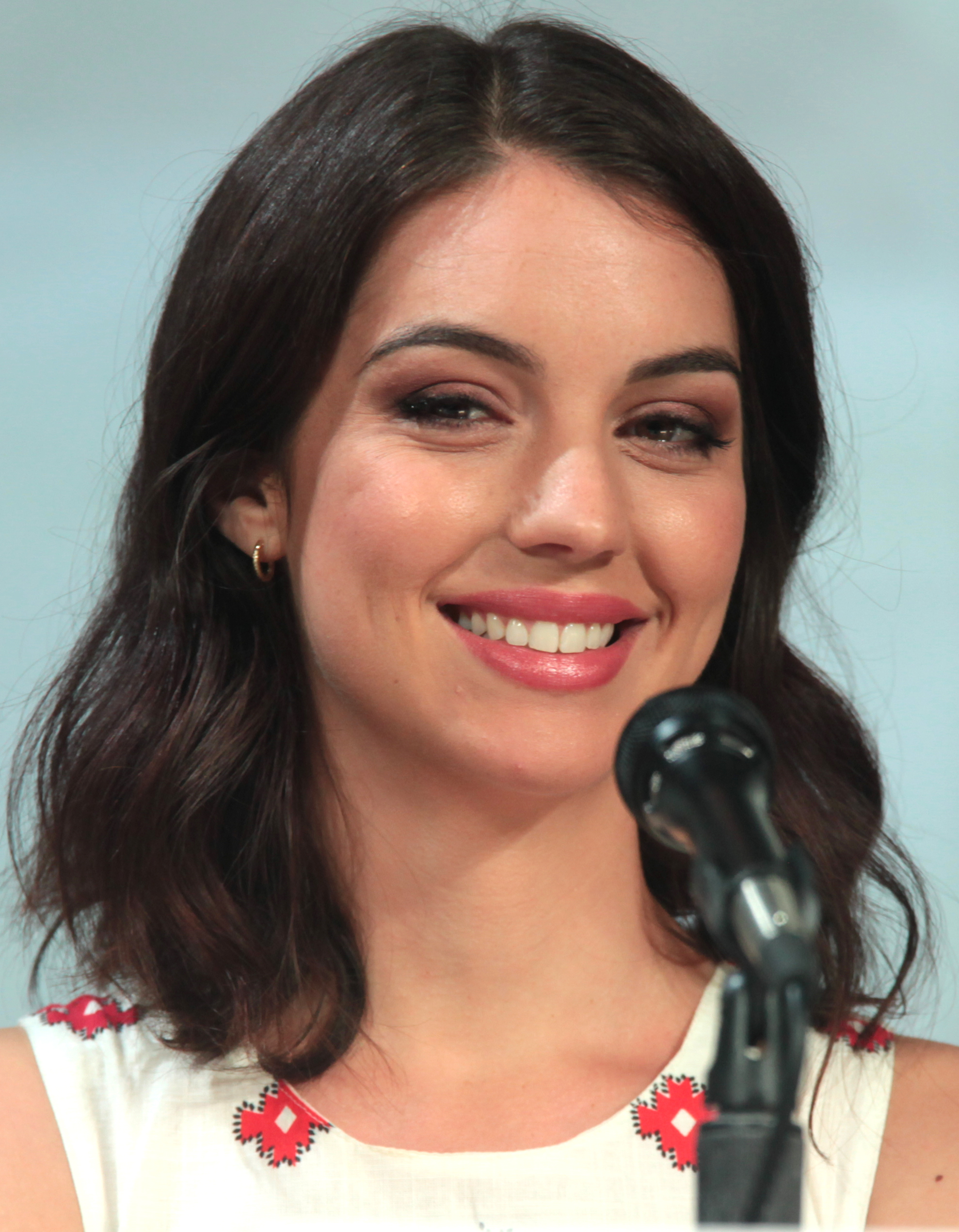
Adelaide Kane interpreta Marie Stuart
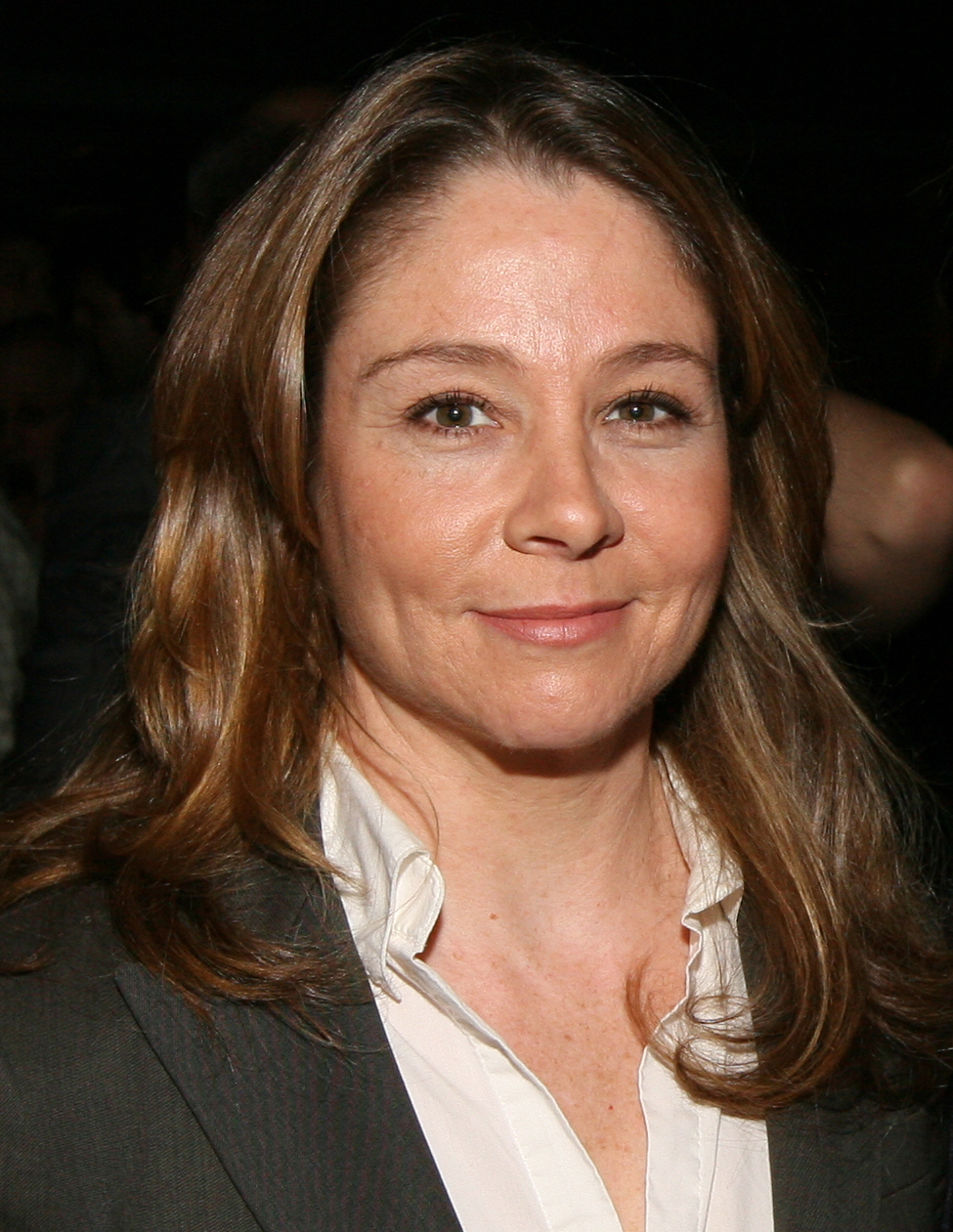
Megan Follows interpreta Catherine de Médicis
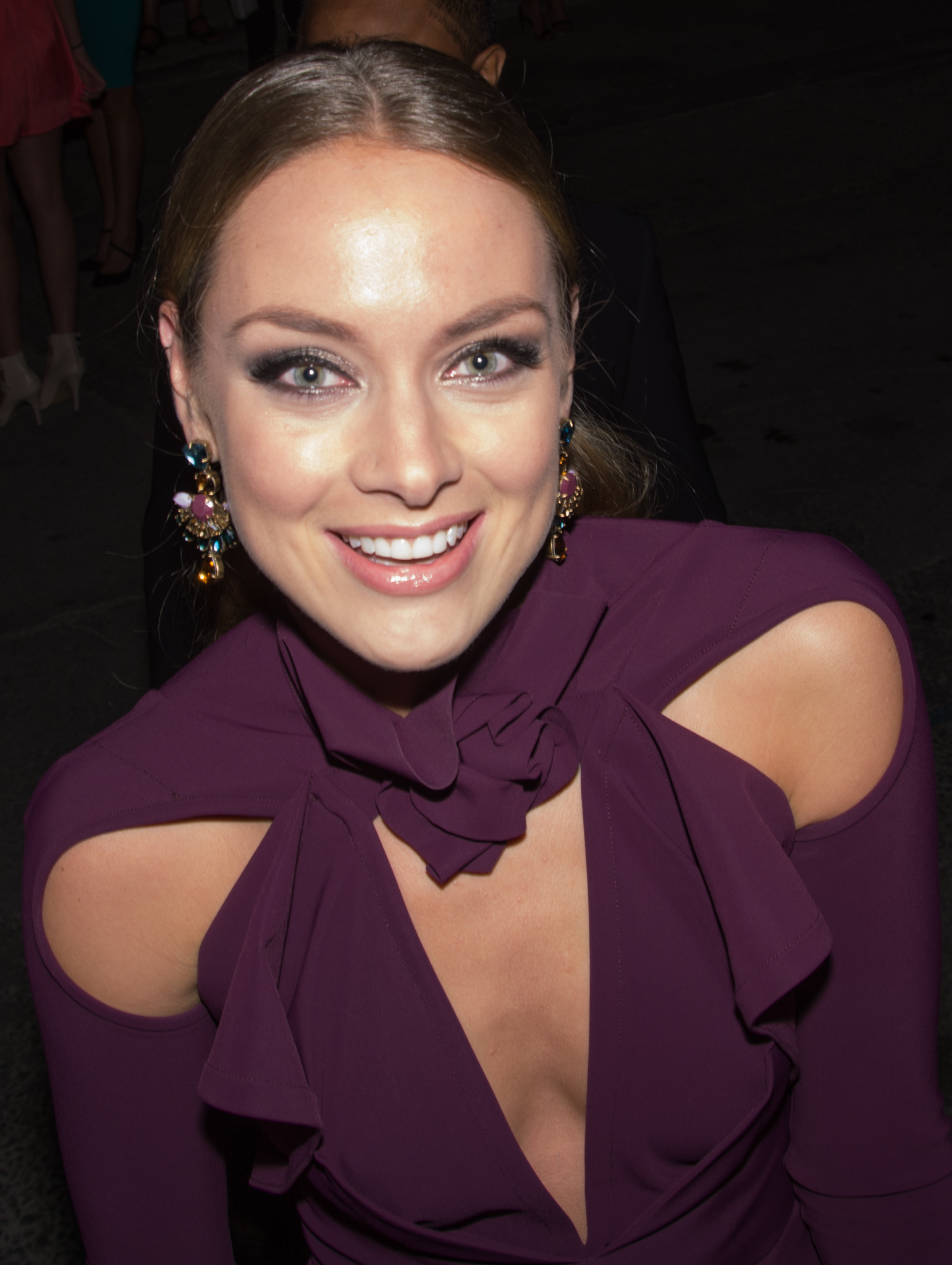
Rachel Skarsten interpreta Elisabeth I.
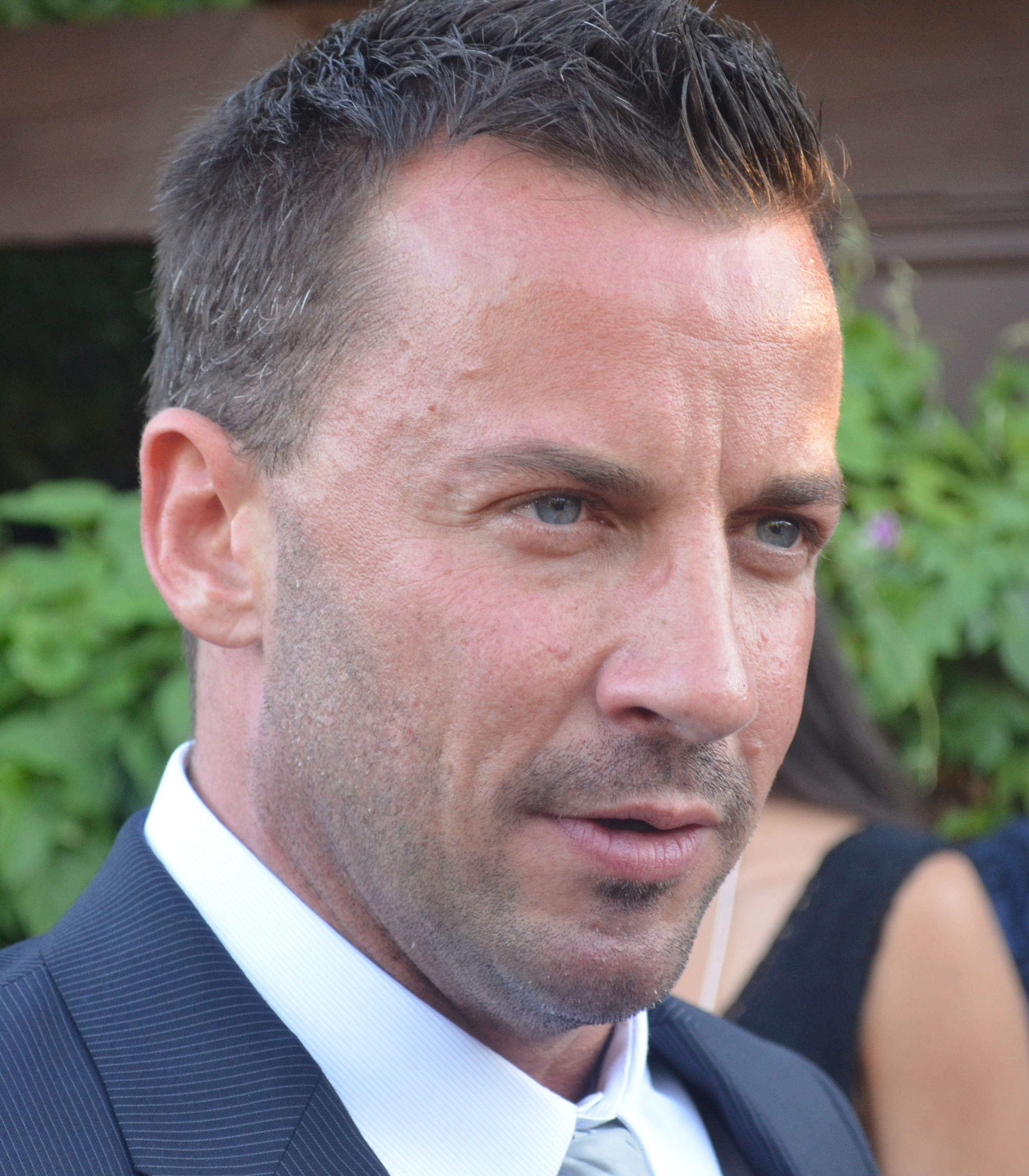
Craig Parker intepreta Stéphane Narcisse.
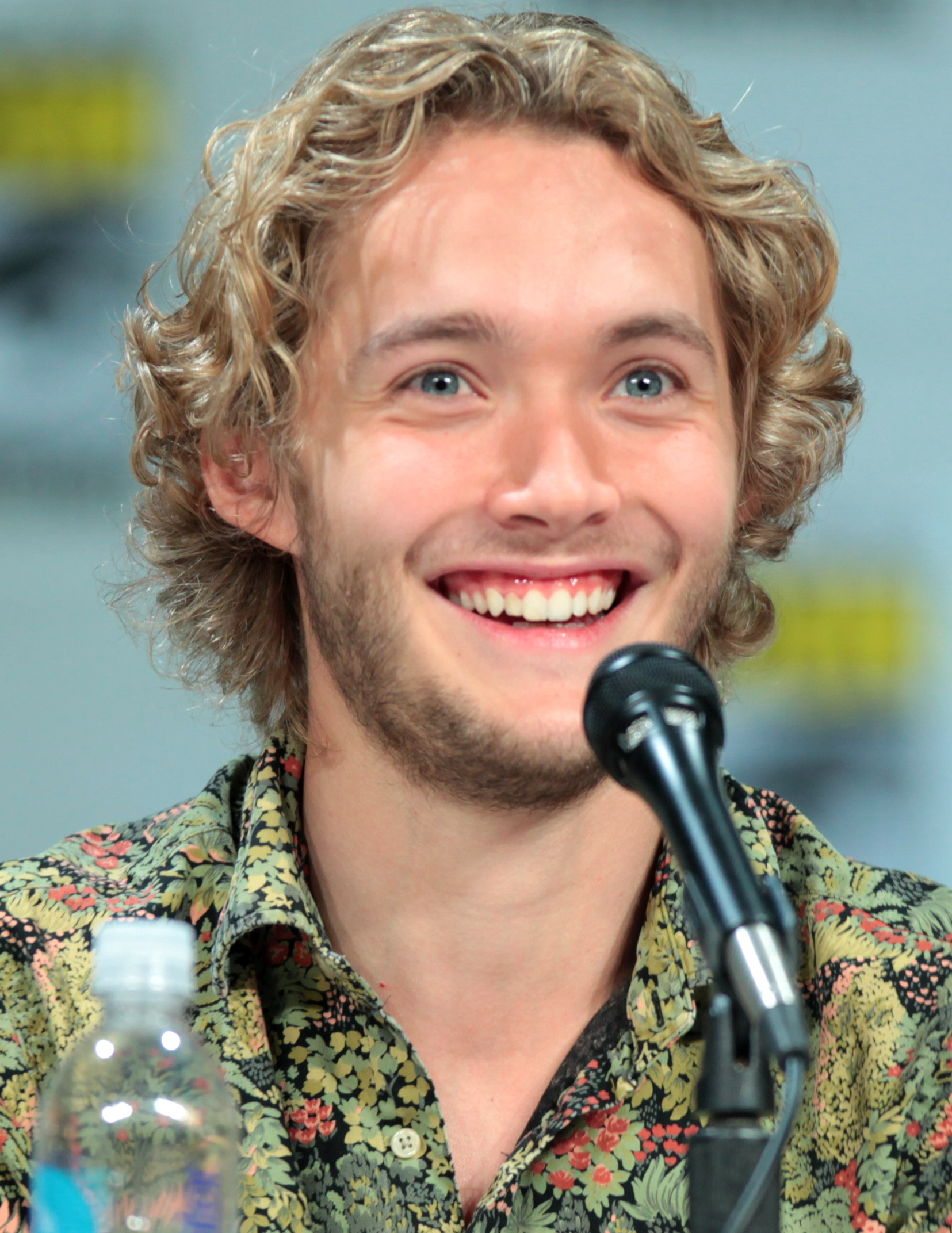
Toby Regbo interpreta Francesc II
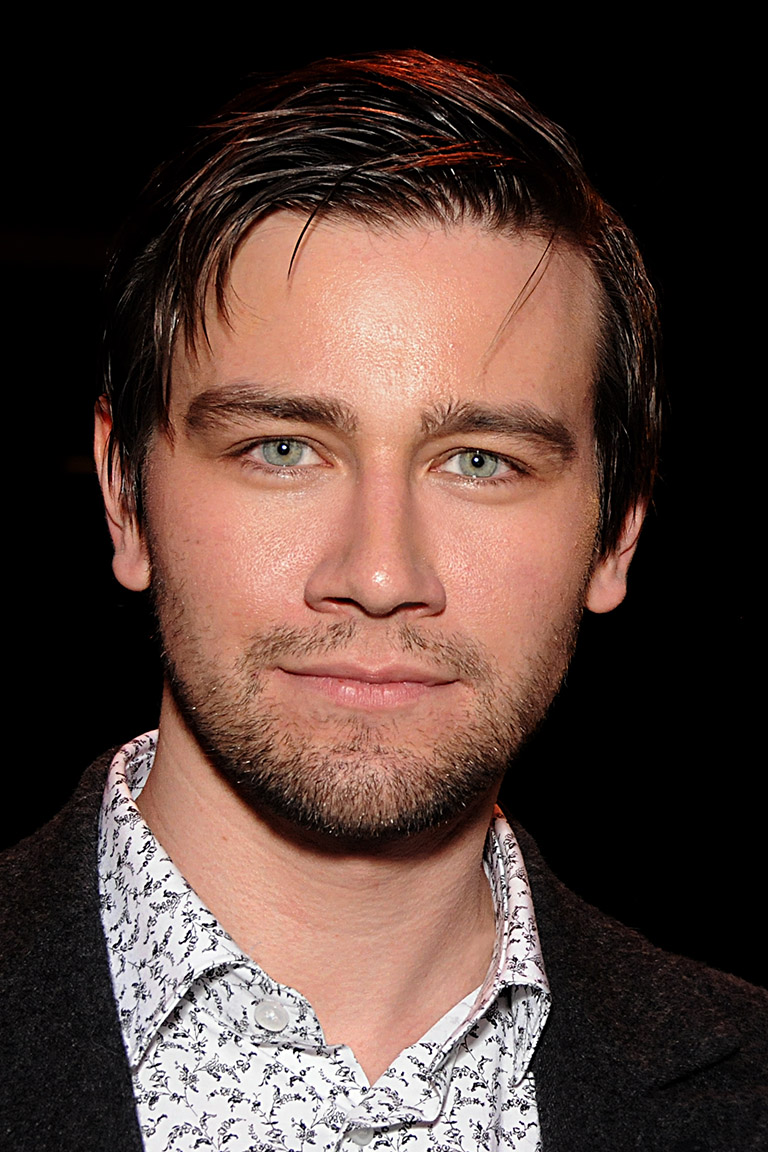
Torrance Coombs interpreta Sebastian de Poitiers
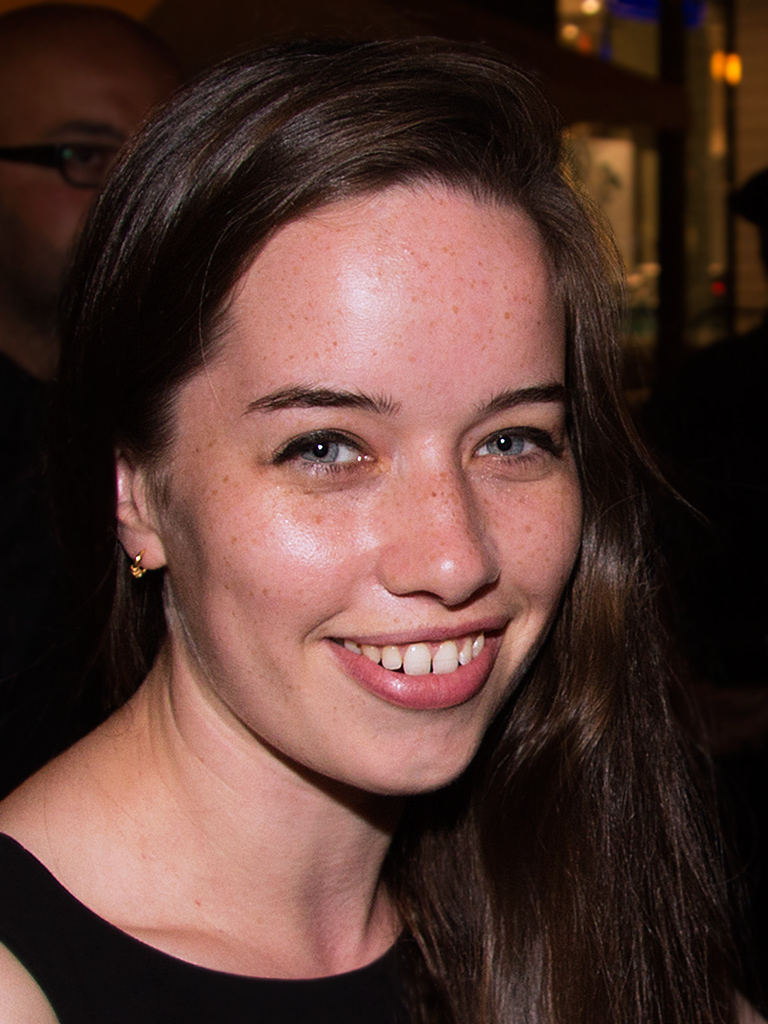
Anna Popplewell interpreta Lola Flemming
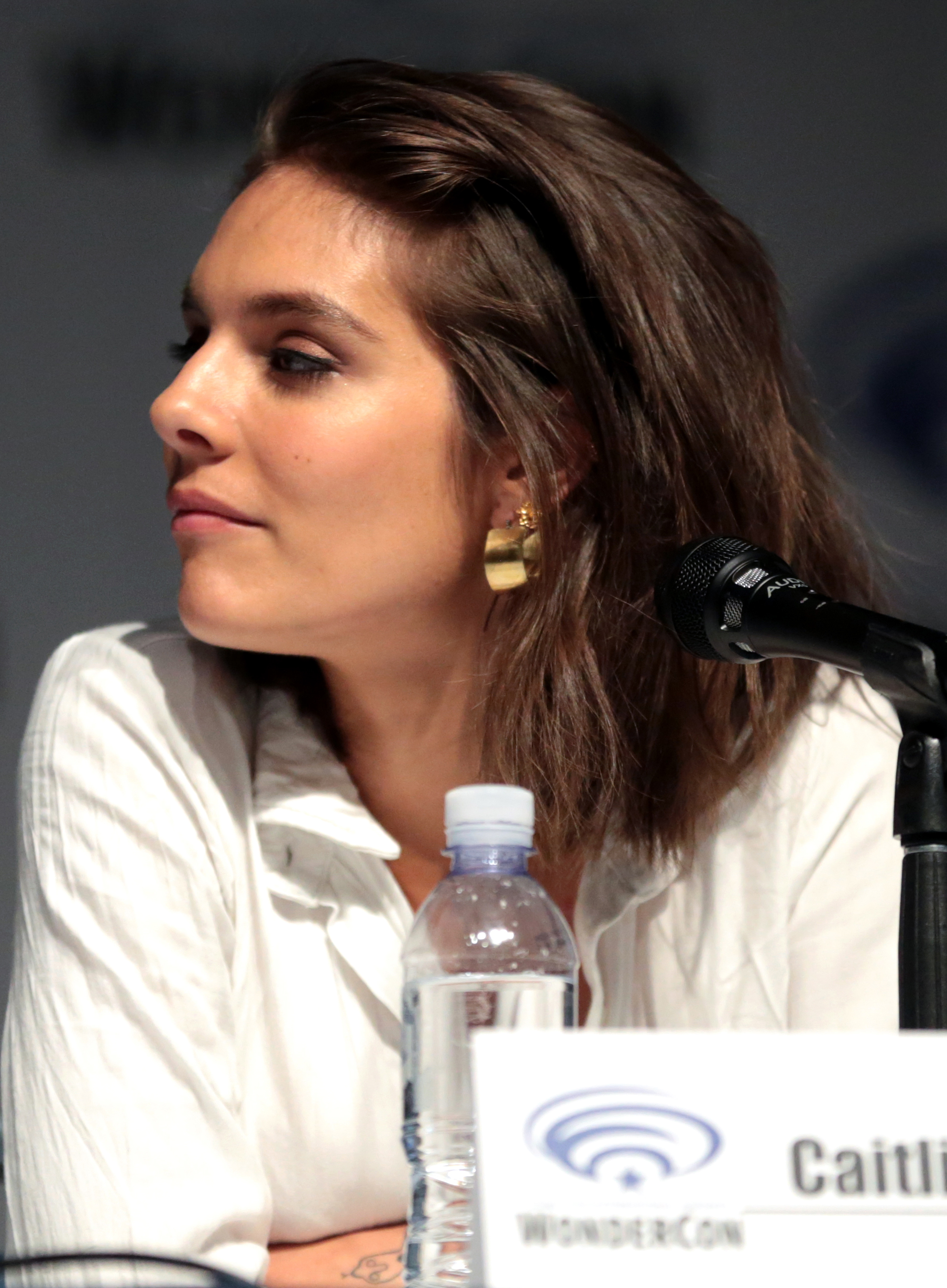
Caitlin Stasey interpreta Kenna
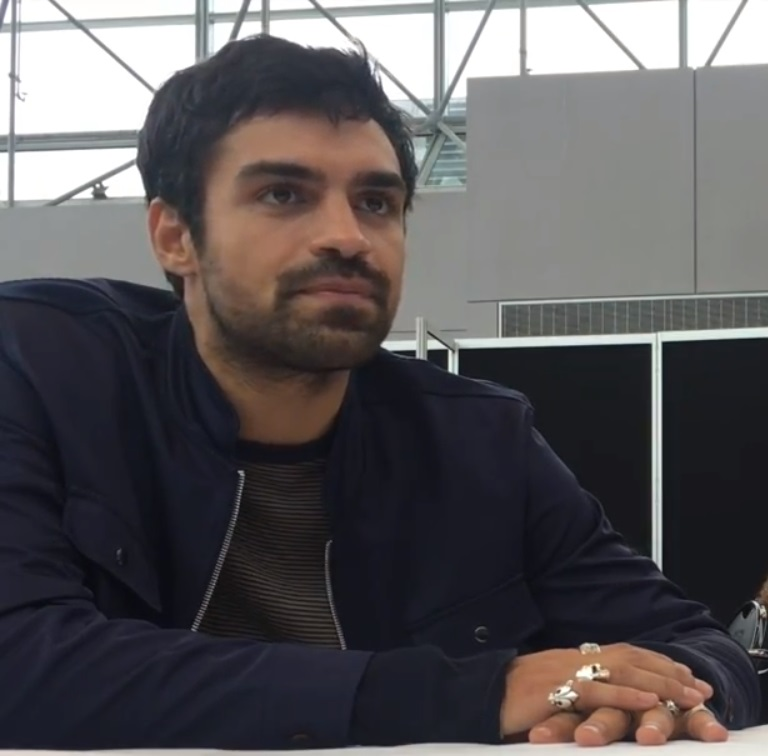
Sean Teale interpreta Louis Condé

### Actors recurrents i convidats
- Pascal Langdale: Cardenal Desjardins (temporades 2 i 3)
- Rossif Sutherland: Nostradamus (temporades 1 a 3)
- Alexandra Ordolis: Sor Delphine (temporada 2 et 3)
- Katie Boland: Clarissa (recurrent temporada 1, convidada temporada 2)
- Yael Grobglas: Olivia de Amencourt (temporada 1)
- Michael Therriault: Lord Castleroy (recurrent temporada 1 i 2, convidada temporada 3)
- Anna Walton: Diana de Poitiers (recurrent temporada 1, convidada temporada 2)
- Ashley Charles: Colin McPhail, enamorat de Lola (episodis 1 i 2)
- Peter DaCunha: Príncep Charles, futur Rei Carles IX de França (episodis 2, 3, 7 i 12)
- Luke Roberts: Simon Westbrook (episodis 2 i 4)
- Ann Pirvu: Nicole (temporada 4)
- Shawn Doyle: Claudi II d'Aumale, oncle de Maria (episodis 3 i 4)
- Manolo Cardona: Tomas de Portugal, senyor de Palmela, fill il·legítim (episodis 3 i 4)
- Michael Aronov: Comte Vincent de Nàpols (episodi 7)
- Ted Atherton: Lord Hugo (episodi 10 et 12)
- Greg Bryk: Vescomte Ricard Delacroix (episodi 11)
- Evan Buliung: Maurice Bisset (episodi 12)
- Amy Brenneman: Maria de Guisa, mare de Maria I d'Escòcia (temporada 1 a 3)
- Kathryn Prescott: Pénélope (temporada 1)
- Giacomo Gianniotti: Lord Julien (temporada 1)
- Gil Darnell: Christian de Guisa (recurrent temporada 1, convidat temporada 2)
- Tahmoh Penikett: John (episodi 20)
- Amy Forsyth: Isobel Derant (temporada 1)
- Caoimhe O'Malley: Princesa Isabel de Valois (temporada 1, episodi 1)
- Lee Jordan: Felip II de Castella, marit d'Elisabet (temporada 1, episodi 1)
- Mark Ghanimé: Carles d'Habsburg (Príncep d'Astúries), successor al tron de Castella (temporada 3)
- Nathaniel Middleton: Christophe (temporada 3)
- Ben Aldridge: Antoine de Navarre (recurrent temporada 2, convidat temporada 3)
- John Barrowman: Monroe (temporada 3)
- Nick Lee: Nicholas
- Tom Everett Scott: William (temporada 3)
- Saamer Usmani: Martin (temporada 3)
- Adam Croasdell: James Hepburn (temporada 4)
- Andrew Shaver: David Rizzio (temporada 4)

## Producció

### Desenvolupament
A l'octubre de 2012, Laurie McCarthy i Stephanie Sengupta desenvolupen una sèrie històrica i presenten el projecte a la cadena The CW. La cadena encomana un pilot el 25 de gener de 2013.
Satisfeta del pilot, la CW anuncia el 9 de maig de 2013 que encarrega la sèrie, a continuació anuncia una setmana més tard en els Upfronts que la sèrie serà difosa el dijous al vespre a les 21 h, després de Vampire Diaries. Una setmana més tard, el 23 de maig, la cocreadora Stephanie Sengupta abandona la producció després de diferències.
El 10 d'octubre de 2013, The CW passa una encàrrec de tres guions suplementaris, a continuació, un mes més tard encarrega una temporada completa de 22 episodis.
El 13 de febrer de 2014, The CW renova la sèrie per a una segona temporada.
L'11 de gener de 2015, The CW renova la sèrie per a una tercera temporada; després en els avançaments del 14 de maig, anuncia que la temporada 3 serà difosa el divendres a les 20 h a la tardor.
L'11 de març de 2016, The CW anuncia la renovació de la sèrie per a una quarta temporada que començarà aquesta vegada a mitja temporada, i a l'agost, que tindrà setze episodis, a continuació al desembre, que aquesta quarta temporada serà l'última.

### Càsting
Els papers principals han estat atribuïts al febrer i març de 2013, en aquest ordre: Adelaide Kane, Toby Regbo, Celina Sinden, Jenessa Grant, Megan Follows, Caitlin Stasey, Anna Popplewell i Torrance Coombs.
Entre els papers recurrents per a la primera temporada : Rossif Sutherland, Shawn Doyle, Luke Roberts i Katie Boland, Yael Grobglas, Manolo Cardona, Amy Brenneman, Kathryn Prescott i Tahmoh Penikett.
Per a la segona temporada, Jonathan Keltz és promogut al repartiment principal, a continuació Sean Teale aconsegueix un paper principal, mentre que Craig Parker i Rose Williams tenen un paper recurrent.
A l'octubre de 2015, la producció promou l'actor australià Ben Geurens al repartiment principal en la tercera temporada, després de la sortida de Toby Regbo.

### Rodatge
Va començar a Irlanda i va seguir a Toronto, al Canadà.
El castell de la sèrie és el Castell d'Ashford a Irlanda.

### Guardons
- People's Choice Awards 2014 : Millor nova sèrie dramàtica.